# Тревни смоци
Тревните смоци (Opheodrys) са род влечуги от семейство Смокообразни (Colubridae).
Таксонът е описан за пръв път от австрийския зоолог Леполод Фицингер през 1843 година.

## Видове
- Opheodrys aestivus – Грапав тревен смок
- Opheodrys vernalis – Гладка зелена змия